# Gerhard Olbrich
Gerhard Olbrich (* 28. Oktober 1927 in Berlin; † 13. Juni 2010 in Bremerhaven) war ein deutscher Maler, Bildhauer und Pädagoge.

## Biografie
Gerhard Olbrich war der Sohn eines Kaufmanns; seine Mutter verstarb, als er 23 Jahre alt war. Er studierte Kunst und Grafik in Ost-Berlin, u. a. als Schüler des Schweizer Meisters Willy Fries. Danach unternahm er per Fahrrad eine Studienreise nach Italien, davon zeugen zahlreiche seiner Bilder. Olbrich absolvierte keine Bildhauer-Ausbildung. Er arbeitete in Ostberlin als freischaffender Künstler und war 1952 in Bautzen, Görlitz und Zittau mit drei Arbeiten, darunter zwei Glasfenster, auf der Ausstellung „Berliner Künstler“ vertreten. Nach dem Mauerbau 1961 flüchtete er nach Westdeutschland und wohnte seitdem in Bremerhaven. Er arbeitete von 1975 bis 1993 als Lehrer für künstlerisches Zeichnen und Werken am Gymnasium in Langen bei Bremerhaven.
Als Künstler beschäftigte er sich mit vielen Themen, Materialien und Techniken der Malerei, Grafik, Kalligraphie, Kupfertreib- und Emaillearbeiten. Er schuf Mosaike, Reliefs, Glasfenster und sakrale Gegenstände, sowie später Skulpturen und Bronzefiguren. Er war Bühnendekorateur, Buchillustrator, Kirchenmaler und Bildhauer aus eigenem Antrieb. Bekannt wurde er mit der Gestaltung von Kirchenfenstern in Meiningen, Berlin, Niemegk, Mittenwalde, Wandlitz, Wünsdorf und Minseln bei Lörrach sowie mit den Skulpturen in Bremerhaven.
Er wirkte längere Zeit im Vorstand des Theater-Fördervereins Bremerhaven. Er war verheiratet mit der Sängerin und Pianistin Ilse-Marie Olbrich. Der Sohn ist Kardiologe in Langen (Hessen). Die Tochter ist Pianistin an der Universität Augsburg.

## Werke
- Kirchenfenster in
  - Stadtkirche Meiningen (1961)
  - Mittenwalde
  - Niemegk (1953)
  - Johanneskirche Minseln (1954)

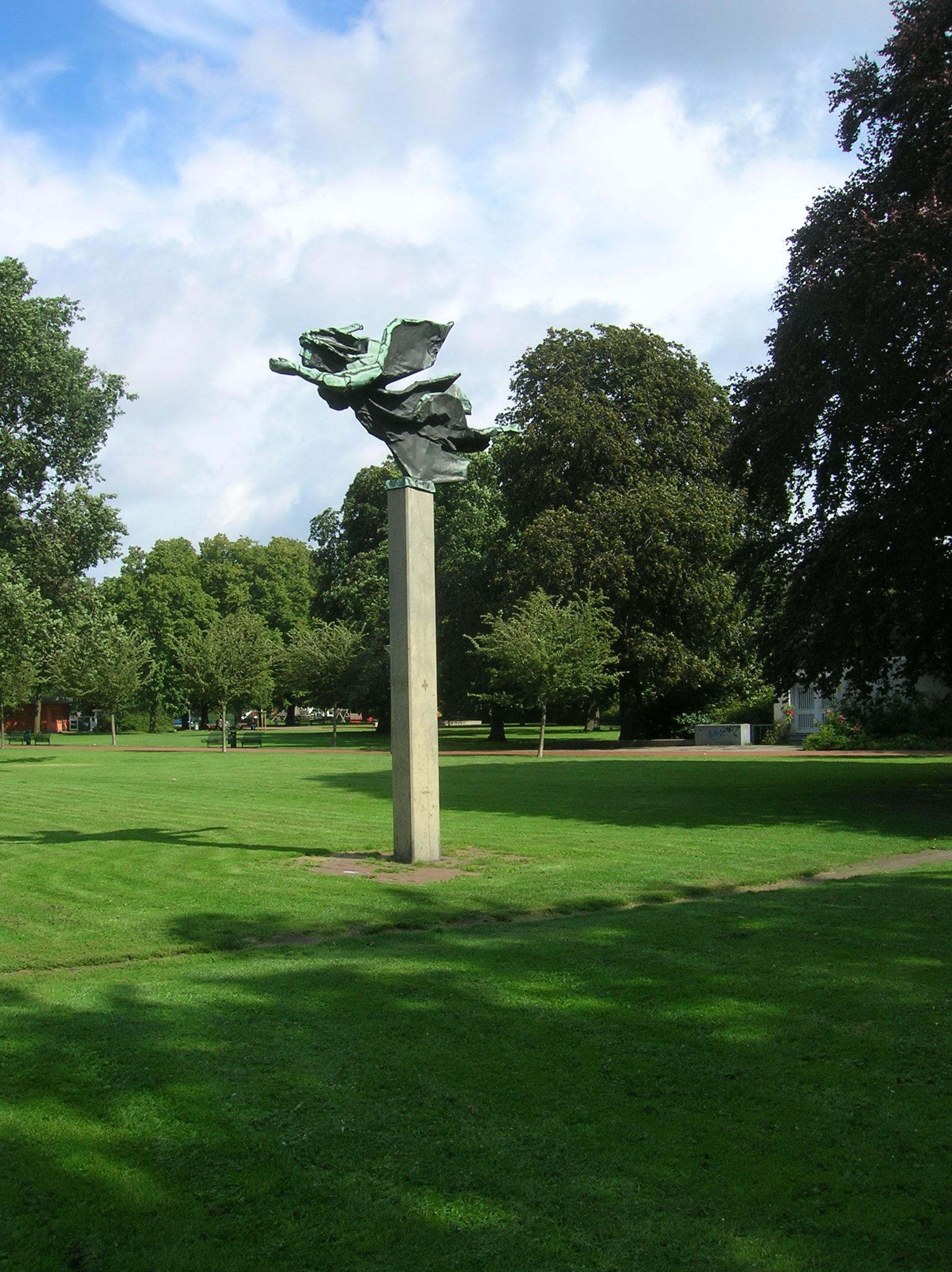
Windsbraut

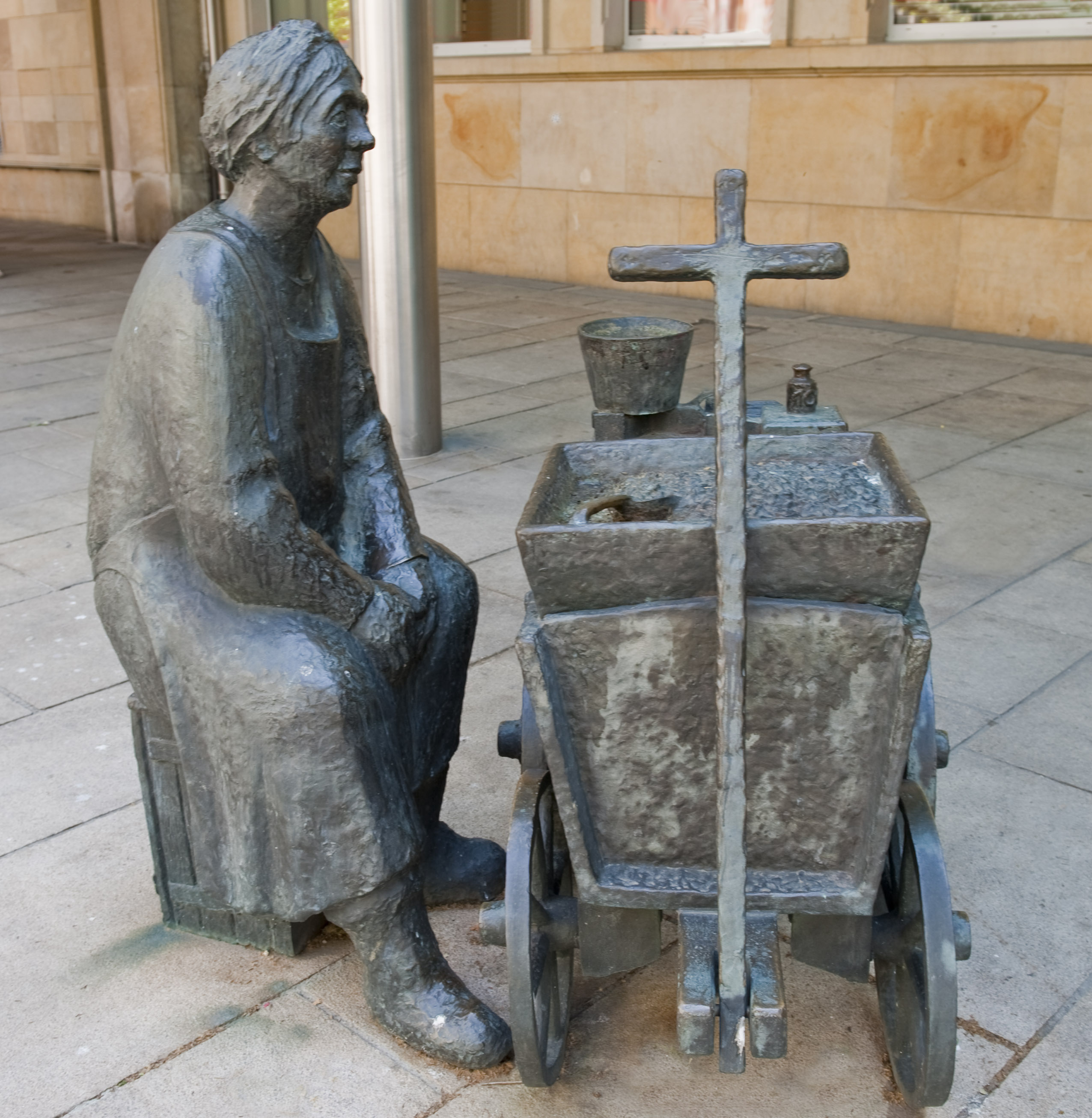
Granatfrau

  - Pfarrkirche Weißensee, Mitte der 1950er Jahre
  - Wandlitz
  - Altarfenster St. Bartholomäuskirche (Berlin)-Friedrichshain (1957)
  - Altarfenster in St. Josef, Berlin-Köpenick (1958)
  - Ev. Kirche Guxhagen-Wollrode (1959)
  - Ostfenster mit Bibelmotiven, Pillgramer Kirche (1960)
  - Ev. Kirche Herleshausen-Altefeld (1964)
  - Dorfkirche Blumberg (Ahrensfelde), Chorraumfenster (1967)
- Triptychon und Apsisfenster der Kirche St. Johannis, Niemegk/Brandenburg (1953)
- Altarbild mit drei Elementen: Versuchung, Kreuzigung, Erzengel Michael, Kirche St. Michael in Ludwigsfelde (ca. 1954)
- Altarbild "Des Menschen Leben unter dem Kreuz", Johanneskirche Minseln (1954)
- Altarstandkreuz in der Willehadi-Kirche in Wremen (1964)
- Altarrelief und Altarschmuck in der Christuskirche Brake-Nord
- Christus-Relief in der Surheider Auferstehungskirche
- Kreuz-Relief an der Alfred-Delp-Schule in Bremerhaven
- Granatfrau in Bremerhaven-Mitte (1988); zur Erinnerung an Meta Matschuk, die bis 1987 in der Bürgermeister-Smidt-Straße Krabben (Granat) verkauft hatte.
- Windsbraut in Bremerhaven-Mitte, Bürgermeister-Martin-Donandt-Platz
- Sturmflutsäule in Bremerhaven-Mitte am Weserdeich (1975), 2012 im Rahmen der Deicherhöhung entfernt und im DSM archiviert
- Plastik Knospe in Schiffdorf vor der Berufsbildenden Schule (1982)
- Mathilde, Brunnenfigur am Rathaus in Bad Bederkesa, 1980, in Bronze gegossen bei Raguse und Voss in Bremerhaven; ein Initiativkreis engagierter Bürger machte anlässlich des 850-jährigen Bestehens von Bederkesa das Ehrenmal für die deutsche Hausfrau zur Symbolfigur eines neuen Gemeinschaftssinns
- Wandrelief Hlg. Appolonia im Haus der Zahnärzte in Bremen
- Bronzefigur im Ludwig-Krüder-Brunnen in Bremerhaven-Mitte zwischen dem Stadttheater und dem Kunstmuseum (1998)
- Bronzeskulptur Nachtwächter in Langen beim Lindenhofzentrum (1989)
- Stadtsilhouette in Kupfer und Emaille von Bremerhaven (1971) im Gebäude der Edith-Stein-Schule Bremerhaven